# Hao Yun (zwemmer)
Hao Yun (Baoding, 23 juni 1995) is een Chinese zwemmer. Hij vertegenwoordigde zijn vaderland op de Olympische Zomerspelen 2012 in Londen.

## Carrière
Bij zijn internationale debuut, op de Olympische Zomerspelen van 2012 in Londen, eindigde Hao als vierde op de 400 meter vrije slag, op de 4x200 meter vrije slag veroverde hij samen met Li Yunqi, Jiang Haiqi en Sun Yang de bronzen medaille. Op de wereldkampioenschappen kortebaanzwemmen 2012 in Istanboel sleepte de Chinees de zilveren medaille in de wacht op de 400 meter vrije slag, daarnaast eindigde hij als dertiende op de 1500 meter vrije slag en strandde hij in de series van de 200 meter vrije slag. Samen met Lu Zhiwu, Shi Yang en Shi Tengfei eindigde hij als zevende op de 4x100 meter vrije slag, op de 4x200 meter vrije slag werd hij samen met Pu Wenjie, Shi Tengfei en Lu Zhiwu uitgeschakeld in de series.
Op de Wereldkampioenschappen zwemmen 2013 eindigde Hao als achtste in de finale van de 400 meter vrije slag. Samen met Wang Shun, Li Yunqi en Sun Yang behaalde Hao een bronzen medaille op de 4x200 meter vrije slag. 

## Internationale toernooien
| Jaar | Olympische Spelen                      | WK langebaan                                                  | WK kortebaan                                                                                               | PanPacs | Aziatische Spelen |
| ---- | -------------------------------------- | ------------------------------------------------------------- | --- | ------- | ----------------- |
| 2012 | 4e 400m vrije slag · 4x200m vrije slag |                                                               | 14e 200m vrije slag · 400m vrije slag · 13e 1500m vrije slag · 7e 4x100m vrije slag · 9e 4x200m vrije slag |         |                   |
| 2013 |                                        | 8e 400m vrije slag · 24e 1500m vrije slag · 4x200m vrije slag | |         |                   |

## Persoonlijke records
Bijgewerkt tot en met 22 augustus 2013
Kortebaan
| Afstand          | Tijd     | Datum            | Plaats    |
| ---------------- | -------- | ---------------- | --------- |
| 200m vrije slag  | 01.45,13 | 12 december 2012 | Istanboel |
| 400m vrije slag  | 03.39,48 | 14 december 2012 | Istanboel |
| 800m vrije slag  | 07.47,77 | 16 december 2012 | Istanboel |
| 1500m vrije slag | 14.40,15 | 9 november 2011  | Peking    |

Langebaan
| Afstand          | Tijd     | Datum        | Plaats      |
| ---------------- | -------- | ------------ | ----------- |
| 200m vrije slag  | 1.47,12  | 31 juli 2012 | Londen      |
| 400m vrije slag  | 3.46,02  | 28 juli 2012 | Londen      |
| 1500m vrije slag | 15.18,75 | 8 juli 2010  | Los Angeles |